# Экспо 1520
Экспо 1520 (с 2019 года — PRO//Движение. Экспо) — железнодорожная выставка техники и технологий, проводится раз в два года на территории экспериментального кольца в Щербинке. Единственная в России и на пространстве колеи 1520 мм.
На выставке предприятия промышленности представляют свои новые образцы: подвижной состав и технику предназначенную для эксплуатации на русской колее (1520 мм), а также технику для обслуживания железнодорожной инфраструктуры. На территории депо и лабораторных корпусов на улице демонстрируются новые образцы подвижного состава, а в павильонах — различные комплектующие части подвижного состава и модели поездов. Многие образцы техники, представляемые на выставке, имеют инновационный характер.
Непосредственно на путях кольца проводятся демонстрационные парады поездов, в ходе которых демонстрируется как исторический, так и новый подвижной состав. Посетителям салона также может предоставляться возможность проехать по кольцу в одном из поездов.

## История
Первая выставка ЭКСПО-1520 состоялась в 2007 году, однако в целом выставки подвижного состава не под данным брендом на территории экспериментального полигона в Щербинке проводились и ранее. При этом демонстрационные поездки и парады поездов на территории кольца проводятся не только в рамках салонов Экспо 1520, но и других публичных мероприятий, приуроченных к различным событиям в истории железных дорог России.
В 2017 году во время выставки «ЭКСПО 1520» посетители салона смогли увидеть порядка 30 образцов уникальной железнодорожной техники, отражающей исторический путь, пройденный железнодорожным транспортом России за последние 120 лет. В первый день работы салон посетило более 8000 человек.
Начиная с 2019 года, выставка «ЭКСПО 1520» стала проводиться под новым названием «PRO//Движение. Экспо», при этом в том же году у неё сменился организатор: вместо ООО «Бизнес Диалог», который изначально планировал, но позднее отказался от её проведения, стал АО "Издательский дом «Гудок».
В 2023 году салон впервые с начала истории проведения сменил площадку: вместо Щербинки организаторы решили провести его в Санкт-Петербурге, в музее железных дорог России.

## Видеогалерея

### 2007 год
- Гонки паровоза Л (на видео) с электропоездом Ср3

### 2011 год
- Парад новых поездов
- Парад и манёвры паровозов

### 2013 год
- Парад поездов, часть 1
- Парад поездов, часть 2
- Выставка поездов

### 2015 год
- Парад поездов, часть 1
- Парад поездов, часть 2
- Выставка поездов

### 2017 год
- Парад поездов
- Выставка поездов

### 2019 год
- Парад поездов
- Павильоны, выставка и парад поездов, поездка по кольцу

### 2021 год
- Парад поездов
- Выставка поездов